# Бергес, Вернер
Вернер Бергес (нем. Werner Berges, 7 декабря 1941, Клоппенбург — 26 октября 2017) — современный немецкий художник и график, представитель искусства поп-арт.

## Жизнь и творчество
В. Бергес является одним из крупнейших представителей поп-арта в Германии. Художественное образование он получил в 1960—1963 годах в бременской Школе искусств с акцентированием на дизайн и моду. Начиная с 1962 года Бергес создаёт серию абстрактных картин, близких по исполнению к работам американского художника Сая Твомбли, однако сам он отрицал прямое влияние американца на своё творчество. С 1963 пр 1968 В.Бергес изучает живопись в Университете искусств в Берлине, с 1965 он постепенно переходит к фигуративной живописи. Его работы этого периода изображают антропоморфные, разбросанные по полотну фигуры, в которых на первый взгляд трудно распознать человеческие образы.
В 1966 году В. Бергес вступает в общество художников «Гроссгёршен 35» (Großgörschen 35). В рамках этого общества проходит его первая персональная выставка в 1966 году в Берлине. В 1967 году художник определяется с главной темой своего творчества — образом женщины на полотне. Бергес изображает знакомые из рекламы крупнейших фирм и брендов женские типы, однако вырывает их из привычного, торгашеского контекста представляет в новой, эмансипированной форме. Типичными для него являются яркие краски и чёткие контуры, использование «точечной» живописи и полос, придающих его работам характер репродукций. Герои его полотен — звёзды эстрады и кино, рекламные женские типы и фотомодели, эротические позы и чарующие взгляды которых В.Бергес подчёркивает при помощи мощного сочетания цвета, пунктов, полос и коллажа. В основе его рисунка лежит «графический каркас», существующий вне зависимости от наложения красок на полотне. Художник, стараясь показать себя совершенно независимым и беспристрастным в отношении им созданного, и подписывает свои работы только на обратной стороне полотна.
В. Бергес является членом Союза немецких художников. Работы его были представлены на более чем 200 персональных и групповых выставках в Германии и за её пределами. Награждён рядом художественных премий в областях живописи и графики. Произведения В.Бергеса можно увидеть в музеях Берлина, Кёльна, Дрездена, Ганновера, Ольденбурга и др.
В настоящее время художник живёт и работает в городке Шнальштадт близ Фрейбурга в Баден-Вюртемберге и в испанском городе Кадакес.